# Поповское (посёлок, Дмитровский городской округ)
Поповское — посёлок в Дмитровском районе Московской области, в составе сельского поселения Синьковское.

## География
Посёлок расположен в западной части района, примерно в 14 км к западу от Дмитрова, на берегу безымянного ручья, левого притока реки Яхрома, высота центра над уровнем моря 176 м. Ближайшие населённые пункты — Арбузово на востоке, Синьково на северо-востоке и Хвостово на северо-западе.

## История
До 2006 года Поповское входило в состав Синьковского сельского округа.

Постановлением Губернатора Московской области от 21 февраля 2019 года № 75-ПГ категория населённого пункта изменена с «деревня» на «посёлок».

## Население
| 2002 | 2006 | 2010 |
| ---- | ---- | ---- |
| 6    | →6   | ↗7   |